# Peabiru-Weg
Die Peabiru sind im weiteren Sinn uralte Wege, die von den südamerikanischen Ureinwohnern schon lange vor der Entdeckung durch die Europäer und dann von Konquistadoren, Jesuiten und Bandeirantes genutzt wurden. Im ursprünglichen Sinn ist Peabiru das Wegesystem, das die Atlantikküste mit dem Inneren des Kontinents und dem Pazifik verbindet.

## Etymologie
Die portugiesische Bezeichnung Caminho do Peabiru wurde erstmals zu Beginn des 18. Jahrhunderts verwendet von dem Jesuiten Pedro Lozano in seinem Werk História da Conquista do Paraguai, Rio da Prata e Tucumán oder dem Autor der Historia da Argentina, Díaz de Guzmán, der sich auf „peabuyu“ bezog. In der Tupi-Sprache bedeutet „pe“ – Weg und „abiru“ – festgetretenes Gras. Nach Sérgio Buarque de Holanda soll Peabiru jedoch Weg zum Sonnenberg heißen.

## Verlauf
Der wichtigste dieser Wege, der Caminho do Peabiru, war eine Route, die die Anden mit dem Atlantik verband. Endpunkt in den Anden war Cusco in Peru. Der Peabiru-Weg hatte dort Anschluss an Wege zur Pazifikküste bei Arequipa. Der Endpunkt an der brasilianischen Küste lag auf der Höhe des Kapitanats São Vicente (heutiger Bundesstaat São Paulo). Dies entspricht einer Länge von etwa 3.000 Kilometern. Die Route durchquerte Gebiete des heutigen Peru, Bolivien, Paraguay und Brasilien. Historischen Berichten zufolge führte die Route durch die Regionen der heutigen Städte Asunción, Foz do Iguaçu, Alto Piquiri, Ivaí, Tibagí, Botucatu, Sorocaba und São Paulo, bis sie die Region der heutigen Stadt São Vicente erreichte. Es gab noch andere Zweige des Weges, die in den Regionen der heutigen Städte Cananeia und Florianópolis endeten.
Auf brasilianischem Gebiet war einer seiner Abschnitte der sogenannte Tupiniquim-Pfad, der von São Vicente an der Küste durch Cubatão nach São Paulo führte. Er passierte Orte, die später als Pátio do Colégio und Rua Direita (beide im Zentrum des heutigen São Paulo) bekannt wurden; er durchquerte das Anhangabaú-Tal, folgte der heutigen Route von Rua da Consolação und Avenida Rebouças und überquerte den Pinheiros. Eine weitere Abzweigung begann in Cananeia. Zusätzliche Zweige gingen von der Küste der heutigen Bundesstaaten Santa Catarina und Rio Grande do Sul aus.
Im heutigen Staat Paraná verlief der Hauptweg von São Paulo kommend durch die Gemeinden Adrianópolis, Tunas do Paraná, Cerro Azul, Doutor Ulysses, Castro, Tibagi, Reserva, Cândido de Abreu, Pitanga, Nova Tebas, Mato Rico, Roncador, Nova Cantu, Altamira do Paraná, Guaraniaçu, Campo Bonito, Braganey, Iguatu, Corbélia, Anahy, Nova Aurora, Iracema do Oeste, Jesuítas, Assis Chateaubriand, Palotina und Terra Roxa am Ufer des Paraná.
Nebenrouten durchquerten Paraná von Nord nach Süd, wie beispielsweise der Weg von São Paulo nach Paranaguá über Salto do Itararé, Siqueira Campos, Wenceslau Braz, Arapoti, Jaguariaiva, Piraí do Sul, Castro, Carambeí, Ponta Grossa, Palmeiras, Porto Amazonas, Balsa Nova, Campo Largo, Araucária, Curitiba, São José dos Pinhais und Morretes. Es gab auch einen Weg vom Mittellauf des Paranapanema in südwestlicher Richtung nach Santa Catarina über Jardim Olinda, Paranapoema, Paranacity, Cruzeiro do Sul, Uniflor, Atalaia, Mandaguaçu, Maringá, Floresta, Itambé, Engenheiro Beltrão, Peabiru, Campo Mourão, Mamborê, Juranda, Boa Esperança, Rancho Alegre d’Oeste, Quarto Centenário, Formosa do Oeste, Jesuítas, Assis Chateaubriand, Tupãssi, Toledo, Ouro Verde, São Pedro do Iguaçu, Vera Cruz do Oeste, Diamante d’Oeste, Ramilândia, Matelândia, Medianeira, Jardinópolis, Capanema, Planalto, Pérola d’Oeste, Pranchita, Santo Antônio do Sudoeste, Bom Jesus do Sul, Barracão und Flor da Serra do Sul.

## Geschichte

### Entstehung
Die im 19. Jahrhundert von dem österreichischen Naturwissenschaftler und Ingenieur Wilhelm Schüch, Baron von Capanema, initiierten Forschungen führten zu der Hypothese, dass der Weg von den Inkas geschaffen wurde, um ihre Zivilisation zu den Völkern der Atlantikküste zu bringen. Zur Unterstützung dieser Überlegungen gibt es das Zeugnis von mehr als einem Chronisten, dass die Inkas ihr Gebiet Biru nannten. So könnte der Name des Weges von dem Begriff pe-biru abgeleitet sein, was „Weg nach Biru“ bedeuten würde. Die Gründe, warum das Projekt der Inka zur Zivilisierung der Küsten- und Hinterland-Indianer nicht vollständig abgeschlossen wurde, sind nicht bekannt. Dass sie tatsächlich auf brasilianischem Gebiet gewirkt haben, wird durch Berichte über die Post der Guaraní belegt. Die Historiker Hernâni Donato und Luiz Galdino aus São Paulo kommen 2002 aufgrund aktueller Studien zu der Annahme, dass der Peabiru-Weg präinkaisch sein könnte. Rosana Bond vertritt 1996 in ihrem Buch „O caminho de Peabiru“ sogar die Meinung, dass die Route bis zu tausend Jahre alt sein könnte.

### Konquistadoren
Im Jahr 1524 wurde ein Teil dieser Route von dem portugiesischen Seefahrer Aleixo Garcia begangen. Dieser war 1516 auf der Rückreise von der Rio-de-la-Plata-Expedition des Juan Díaz de Solís auf der Insel Santa Catarina (heute Teil des Munizips Florianópolis) gestrandet. Er lebte dort acht Jahre bei den Eingeborenen. Von ihnen erfuhr er von einer Gegend, die voller Gold und Silber sei. Er führte eine Expedition, die aus einer Handvoll ebenfalls gestrandeter Europäer und einigen hundert Carijó-Indianern aus dem Volk der Guaraní bestand. Die Expedition brach von der Insel Santa Catarina („Meiembipe“) auf, um auf dieser Route Gold, Silber und Zinn zu plündern. Unterwegs schlossen sich ihr weitere Guaraní an, so dass sie bei der Ankunft am Rio Paraguay aus etwa 2.000 Personen bestand. Darunter befanden sich nicht nur Männer, sondern auch Frauen und Kinder, sogar ein Söhnchen von Aleixo Garcia gleichen Namen sei dabei gewesen. Der Heereszug erreichte nach eineinhalb Jahren Sucre an der südlichen Grenze des Inkareichs, 150 km von Potosí mit seinem sagenhaften Silberberg entfernt. Das war noch in der Regierungszeit von Huayna Capac, sieben Jahre vor der spanischen Invasion des Inkareichs unter Führung von Francisco Pizzarro im Jahr 1532. Auf dem Rückweg wurde Aleixo Garcia mit einem Großteil seiner Mannschaft von Paiaguá-Indianern getötet.
Andere Berichte deuten darauf hin, dass Martim Afonso de Sousa, der während seiner dreijährigen Brasilienzeit 1532 São Vicente gründete, sich nur deshalb für diesen Teil der Küste entschied, weil er Informationen über einen Zugang zu dem Weg zu den Minen von Potosí und zu den Schätzen der Inkas hatte. Mit diesem Ziel verließ eine Expedition am 1. September 1531 Cananeia, das 200 km westlich an der Küste der Capitania São Vicente liegt. Sie stand unter dem Kommando von Pero Lobo Pinheiro. Als Führer ging Francisco das Chaves mit, ein Schwiegersohn des Bacharel von Cananeia, Magister Cosme Fernandes. Dieser war aus Portugal verbannt und 1499 oder 1501 bei Cananeia ausgesetzt worden. Er hatte es zu Ansehen unter den einheimischen Carijó gebracht und eine Tochter des Kaziken Ariró geheiratet. Einer alten indigenen Route folgend, die vom Peabiru-Weg abzweigte, verschwand diese Expedition. Die Männer wurden von Guaraní-Indianern in der Nähe von Foz do Iguaçu bei der Überquerung des Paraná getötet.
Der Spanier Álvar Núñez Cabeza de Vaca startete am 2. November 1541 seinen Treck von der Mündung des Itapocu an der nördlichen Küste Santa Catarinas und entdeckte Ende Januar 1542 die Iguaçu-Fälle. In der gleichen Epoche durchzog der deutsche Landsknecht und spätere Straubinger Ratsherr Ulrich Schmidl im Jahr 1553 den Peabiru-Weg.

### Jesuiten und Bandeirantes

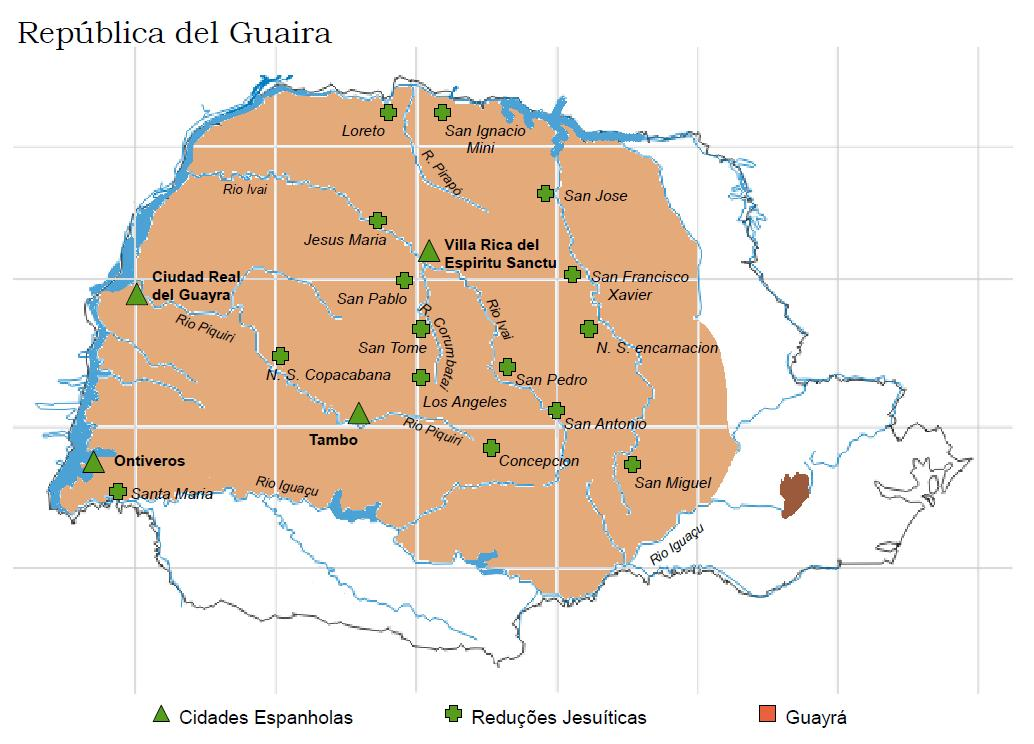
Republica del Guayra

Die Jesuiten nannten diesen Weg „Sankt-Thomas-Weg“, nachdem sie ihn bei ihrer Missionierungs- und Sesshaftmachungsarbeit bei den Eingeborenen im Gebiet der Provinz Guayrá, des heutigen Bundesstaats Paraná, noch Mitte des 16. Jahrhunderts benutzt hatten. Im siebzehnten Jahrhundert folgten Bandeirantes aus São Paulo wie Antônio Raposo Tavares dieser Route, um die Jesuitenmissionen anzugreifen.

### Handel
Der Peabiru-Weg hatte mehrere Abzweigungen, die von den Guaraní genutzt wurden, die sich auf ihnen durch die verschiedenen Teile ihres Territoriums bewegten. Sie blieben so mit den verbündeten Stämmen durch eine Art rudimentärer Post, genannt Parejhara, in Kontakt, die den Norden und Süden Brasiliens von der Lagoa dos Patos bis zum Amazonas verband. Nach der Überlieferung dieser Menschen wurde der Weg nicht von ihnen eröffnet. Sie schreiben ihren Bau dem mythischen Vorfahren Sumé zu, der die Route in Ost-West-Richtung angelegt hätte.
Entlang des Weges fand ein intensiver kommerzieller Austausch (basierend auf Tauschhandel) zwischen den Küsten- und Hinterlandindianern und den Inkas statt: Die Küstenindianer lieferten Salz und Ziermuscheln, die Hinterlandindianer Bohnen, Mais und Federn großer Vögel wie des Nandus und des Tukans zur Dekoration, und die Inkas lieferten Kupfer, Bronze, Silber und Goldgegenstände. Als Beweis für diesen Handel kann man den Fund einer präkolumbianischen andinen Kupferaxt in Cananeia an der Küste von São Paulo anführen.

## Heute
An vereinzelten Stellen des Urwalds und in einigen Ortschaften sind Reste dieses Weges erhalten geblieben. Er war etwa 1,40 - 1,60 Meter breit. Sein Bett hatte eine durchschnittliche Absenkung vom Bodenniveau von etwa 40 Zentimetern. Der Belag bestand aus einem Gras namens Puxa-Tripa. In seinen schwierigsten Abschnitten war der Weg mit Steinen gepflastert. In einigen Abschnitten wurde er mit Felsinschriften, Landkarten und astronomischen Symbolen indigenen Ursprungs markiert.
In den 1970er Jahren identifizierte ein Team unter der Leitung von Professor Igor Chmyz von der Universidade Federal do Paraná etwa dreißig Kilometer des Weges im ländlichen Bereich von Campina da Lagoa im Bundesstaat Paraná. Entlang dieser Strecke wurden auch archäologische Stätten mit Spuren von Behausungen identifiziert, die wahrscheinlich von den Ureinwohnern genutzt wurden, als sie auf der Durchreise waren. In jüngerer Zeit hat diese Universität Maßnahmen entwickelt, um den Pfad in eine Touristenattraktion nach dem Vorbild des Estrada-Real-Projekts in Minas Gerais zu verwandeln.